# Vipio shestakovi
Vipio shestakovi är en stekelart som beskrevs av Telenga 1936. Vipio shestakovi ingår i släktet Vipio och familjen bracksteklar. Inga underarter finns listade i Catalogue of Life.